# ليونا غراهام
ليونا غراهام (بالإنجليزية: Leona Graham)‏ هي مقدمة برامج إذاعية بريطانية، ولدت في 18 يناير 1971.

## وصلات خارجية
- الموقع الرسمي